# Calciocianammide
La calciocianammide è un composto inorganico a carattere ionico formato dal catione calcio come sale derivato dall'anione cianammide  (CN22−) con formula CaNCN. 
[Ca]2+ [N-C≡N]2−
Preparato da E. Drechsel nel 1877 dal cianato di calcio e poi da F. Rothe nel 1897, che voleva ottenere il cianuro di calcio da azoto e carburo di calcio. Il processo fu modificato e brevettato da Adolph Frank e Nikodem Caro nel 1898.
Il prodotto commerciale si presenta come una polvere grigio scuro per le impurità di carbone e calce viva.
Si prepara facendo reagire carburo di calcio con azoto gassoso a 1000±100 °C in speciali forni ad arco elettrico.
CaC2 + N2 → CaNCN + C
La reazione è esotermica e procede spontaneamente una volta innescata. Il prodotto finale viene macinato e bagnato con il 5-7% di acqua per decomporre il carburo non reagito.
Usata generalmente come fertilizzante azotato svolge anche una buona azione insetticida verso alcuni parassiti. Svolge anche la funzione di correttore di acidità: nel terreno si decompone in idrossido di calcio che a sua volta si trasforma lentamente in carbonato di calcio e in cianammide e poi per idrolisi a urea che a sua volta per azione enzimatica e batterica diventa carbonato d'ammonio. Data l'azione come diserbante caustico può essere impiegato solo nella preparazione dei terreni.
CaNCN + H2O + CO2 → CaCO3 + H2NCN
H2NCN + H2O → CO(NH2)2
CO(NH2)2 + 2 H2O → (NH4)2CO3
Industrialmente viene utilizzata per la sintesi del cianuro di sodio facendo reagire ad alta temperatura la calciocianammide con carbone e carbonato di sodio:
CaNCN + C + Na2CO3 → CaCO3 + 2 NaCN
Alla fine del XIX secolo e l'inizio del XX la produzione di calciocianammide forniva uno dei metodi industriali per fissare l'azoto atmosferico, da cui poi produrre ammoniaca e urea. I maggiori produttori di calciocianammide sono la Germania, il Giappone e il Canada. La prima fabbrica italiana, basata sul metodo Frank-Caro, la SIPA, nacque nel 1905 ad opera di Alfredo Corradini a Piano d'Orta.